# Silence, on Court!
Cet article concerne un site web. Pour le festival de film, voir Silence, on court !.
Silence, on Court! était, de 2001 à 2007, la plate-forme Web francophone consacrée au court métrage la plus importante au Canada.

## Histoire
Silence, on Court!, une initiative de Michel Coulombe, est né en 2001 à Radio-Canada puis a été repris par l'Office national du film (ONF), en cofinancement avec Radio-Canada.

## Organisation

### Sur le web
Silence, on Court! se voulait avant tout une plate-forme Web. Le projet était derrière un certain nombre d'initiatives Web reliées au court métrage, souvent en partenariat avec d'autres sites et d'autres médias.

#### silenceoncourt.tv
Financé par les fonds publics canadiens, le site silenceoncourt.tv était un portail francophone de diffusion de courts métrages internationaux, bien que principalement Québécois. Au cours de son existence, ce site a comptabilisé plus d'un million de visionnements sur plus de 2 000 films. Il s'agissait également d'un outil pour la communauté francophone du court métrage, mettant à la disposition des cinéastes forum, sondages, webzines, petites annonces et actualités.

#### Silence, on Court! à Cannes
Chaque année, silenceoncourt.tv organisait l'appel de films Silence, on Court! à Cannes, un événement Web d'envergure internationale, en partenariat avec le Short Film Corner, dans le cadre du Festival de Cannes. L'ONF a conservé cet événement prestigieux à la suite de la fermeture de Silence, on Court!.

#### Les concours
Les concours de court métrage organisés par Silence, on Court! ont attiré de nombreux cinéastes émergents, et ont connu un succès appréciable.
- Objectif Lait
- Le Court en Web
- Faites des courts, pas la guerre ! (ONF)
- Cinéma Québécois, version court

### Hors du web

#### Télévision
Silence, on Court! a également été une émission télévisée, diffusée sur les ondes de ARTV de 2001 à 2005. D'abord animée par Michel Coulombe pour les 3 premières saisons, c'est Catherine Pogonat qui prit la barre pour la quatrième et dernière saison.

#### Festivals
Dans sa mission de promouvoir le court métrage, Silence, on Court! a participé et/ou s'est associé à plusieurs festivals et événements à travers le monde, notamment :
- Festival des films du monde de Montréal
- Festival de Cannes
- le Festival de Clermont-Ferrand
- Festival de Portneuf
- Festival d’Aubagne
- Kino
- Prends ça court
- Vues d’Afrique
- Rencontres internationales du documentaire de Montréal
- Festival Vitesse Lumière
- The Glitch Fest
- FanTasia
- Festival du cinéma international en Abitibi-Témiscamingue
- Regard sur le court au Saguenay
- Carrousel de Rimouski
- Festival Cinémental
- EICV
- Le Festival du film étudiant de Québec
- Festifilm
- L'Intercollégial

#### Événements
Silence, on Court! a organisé 24 événements thématiques dans plusieurs villes du Canada de même qu'à l'international :
- La folie des groupes
- Complètement Kino
- Planète Kino
- Les dessus et dessous de Phylactère Cola
- Drôles de Français
- Les aventures de John et Punch
- Les 12 Poissons
- Histoires belges
- Coups de gueule
- Total Kino!
- Québécois tout court
- Curieux, bizarre, étrange!
- Noël Blues
- Admission générale
- Opération Coups de gueule
- Au-delà du réel
- Attention courts métrages
- Top Cannes
- Un film, genre…
- Fous rires et humour noir
- Oh! Merveilles!, Oh! Malheurs!
- Entre l'arbre et la machine
- Peur noire!
- L'être le plus extraordinaire que j'ai connu.

## Chiffres, nominations et récompenses
- Plus de 200 000 visionnements en ligne chaque année[1]
- Plus de 2 000 courts-métrages diffusés en ligne
- Entre 150 et 250 films et webzines originaux disponibles en ligne, couvrant de nombreux aspects du court-métrage[1],[2]
- Plus de 80 000 spectateurs en salles
- Le site Internet a gagné le Grand Prix Boomerang 2003 – Portail spécialisé[3]
- Le site Internet a été finaliste aux Prix Boomerang 2006 – Prix Macromédia[4]
- Quatre saisons à la télévision sur ARTV[2]
- 3 éditions de La Longue Nuit du Court, dont l'édition 2006 dans 30 villes canadiennes